# مسجد ومدرسة قراقجا الحسني
مدرسة قراقجا الحسني تقع في شارع درب الجماميز بالقاهرة .

## وصفه
المدرسة غير منتظمة الأضلاع، إذ يبلغ طول الضلع الغربي الذي يقع به المدخل 17.75 متر وضلع القبلة الشرقي 22.5 مترا والضلع الشمالي الذي يطل على حارة السادات 27.5 مترا والضلع الجنوبي الذي توجد به دورة المياه 19 مترا، أما مساحة المدرسة فتبلغ 400 متر مربع تقريبا.